# Yutmarugletscher
Der Yutmarugletscher befindet sich im westlichen Karakorum im pakistanischen Sonderterritorium Gilgit-Baltistan.
Der Yutmarugletscher hat eine Länge von 18 km. Er strömt in südlicher Richtung durch die Gebirgsgruppe Hispar Muztagh und mündet in den nach Westen strömenden Hispargletscher.
Der Westliche und der Östliche Yutmarugletscher münden in den Hauptgletscher.
Das Einzugsgebiet des Yutmarugletschers wird von folgenden Bergen und Gipfeln eingerahmt: Kanjut Sar I (7760 m), Yutmaru Sar (7330 m), Pumari Chhish Südost (7350 m), Kunyang Chhish Ost (7400 m), Khani Basa Sar (6441 m) und Hispar Sar (6400 m).